# Carabus chamissonis
Carabus chamissonis är en skalbaggsart som beskrevs av Fischer. Carabus chamissonis ingår i släktet Carabus och familjen jordlöpare. Inga underarter finns listade i Catalogue of Life.